# Good
Good és una pel·lícula dramàtica del 2008 basada en l'obra teatral homònima de C. P. Taylor. És protagonitzada per Viggo Mortensen, Jason Isaacs i Jodie Whittaker, i va ser dirigida per Vicente Amorim. La pel·lícula es va estrenar al Festival Internacional de Cinema de Toronto el 8 de setembre de 2008. La versió doblada al català oriental es va estrenar a TV3 el 3 de setembre de 2012. També se n'ha editat una versió en valencià per a À Punt.

## Repartiment
- Viggo Mortensen com a John Halder
- Jason Isaacs com a Maurice Israel Glückstein
- Jodie Whittaker com a Anne Hartman (més tard, Anne Halder)
- Steven Mackintosh com a Freddie
- Mark Strong com a Philipp Bouhler
- Gemma Jones com la mare d'en John Halder
- Anastasia Hille com a Helen Halder
- Ruth Gemmell com a Elisabeth
- Ralph Riach com a Brunau
- Steven Elder com a Adolf Eichmann
- Kevin Doyle com a comandant
- David de Keyser com a Mandelstam
- Guy Henry com a doctor
- Adrian Schiller com a Joseph Goebbels
- Rick Warden com a Brownshirt
- Charlie Condou com a Bekemeier
- Kelly Wenham com a secretària
- Anna Marie Cseh com a dona

## Producció
La productora Miriam Segal havia volgut convertir l'obra de C. P. Taylor en una pel·lícula des que la va veure el 1981. L'obra teatral Good es va estrenar a Londres el setembre de 1981, amb Alan Howard com a John Halder, i es va traslladar a Broadway el 1982. "Senzillament em va aclaparar l'obra i vaig saber immediatament que faria el que fos necessari per produir l'adaptació cinematogràfica", va afirmar Segal.
El 2003, 22 anys després de l'estrena de l'obra, finalment va aconseguir els drets. El seu antic company de classe, Jason Isaacs, va signar per ser un dels productors executius de la pel·lícula, i Viggo Mortensen, que havia quedat molt impressionat per l'obra quan va visitar Londres com a jove actor el 1981, van acceptar interpretar el protagonista. La pel·lícula es va rodar íntegrament a Budapest l'any 2007.

## Recepció crítica
La pel·lícula va ser mal rebuda per la crítica i la seva estrena va ser limitada. A Rotten Tomatoes té una puntuació del 33% basada en 72 comentaris. El consens del lloc diu: "Tot i que és ambiciosa, Good ensopega en la transició de l'escenari a la pantalla, i l'actuació de Mortensen no és suficient per cobrir els seus defectes". Metacritic, que utilitza una mitjana ponderada, va assignar a la pel·lícula una puntuació de 40 sobre 100, basada en setze ressenyes, cosa que indica "crítiques mixtes o mitjanes". L'historiador Frank McDonough va elogiar la pel·lícula, recomanant-la al pòdcast històric We Have Ways of Making You Talk.